# Façadisme
Pour les articles homonymes, voir Façade (homonymie).
 (septembre 2018).
Si vous disposez d'ouvrages ou d'articles de référence ou si vous connaissez des sites web de qualité traitant du thème abordé ici, merci de compléter l'article en donnant les références utiles à sa vérifiabilité et en les liant à la section « Notes et références ».

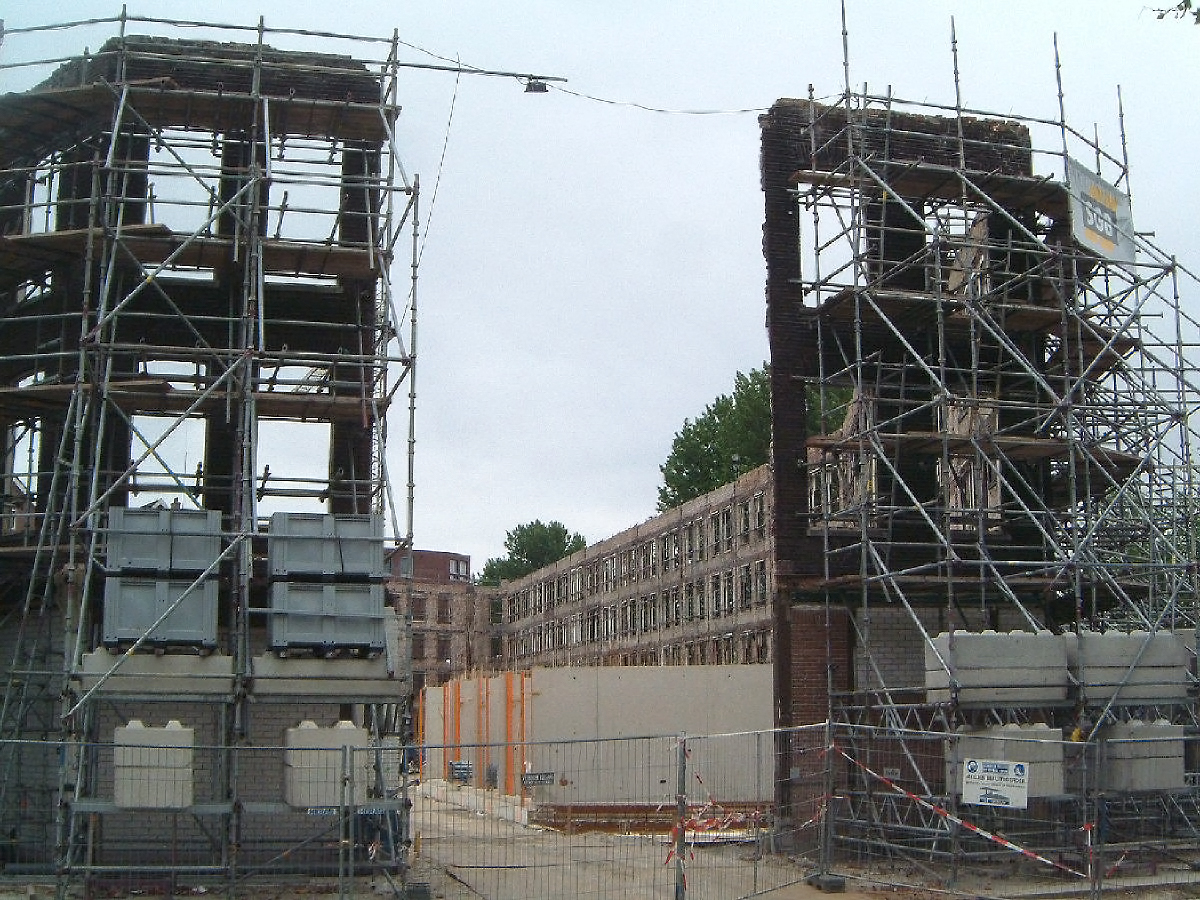
La préservation d'une façade du XIXe siècle, Noordereiland, Rotterdam (2007).

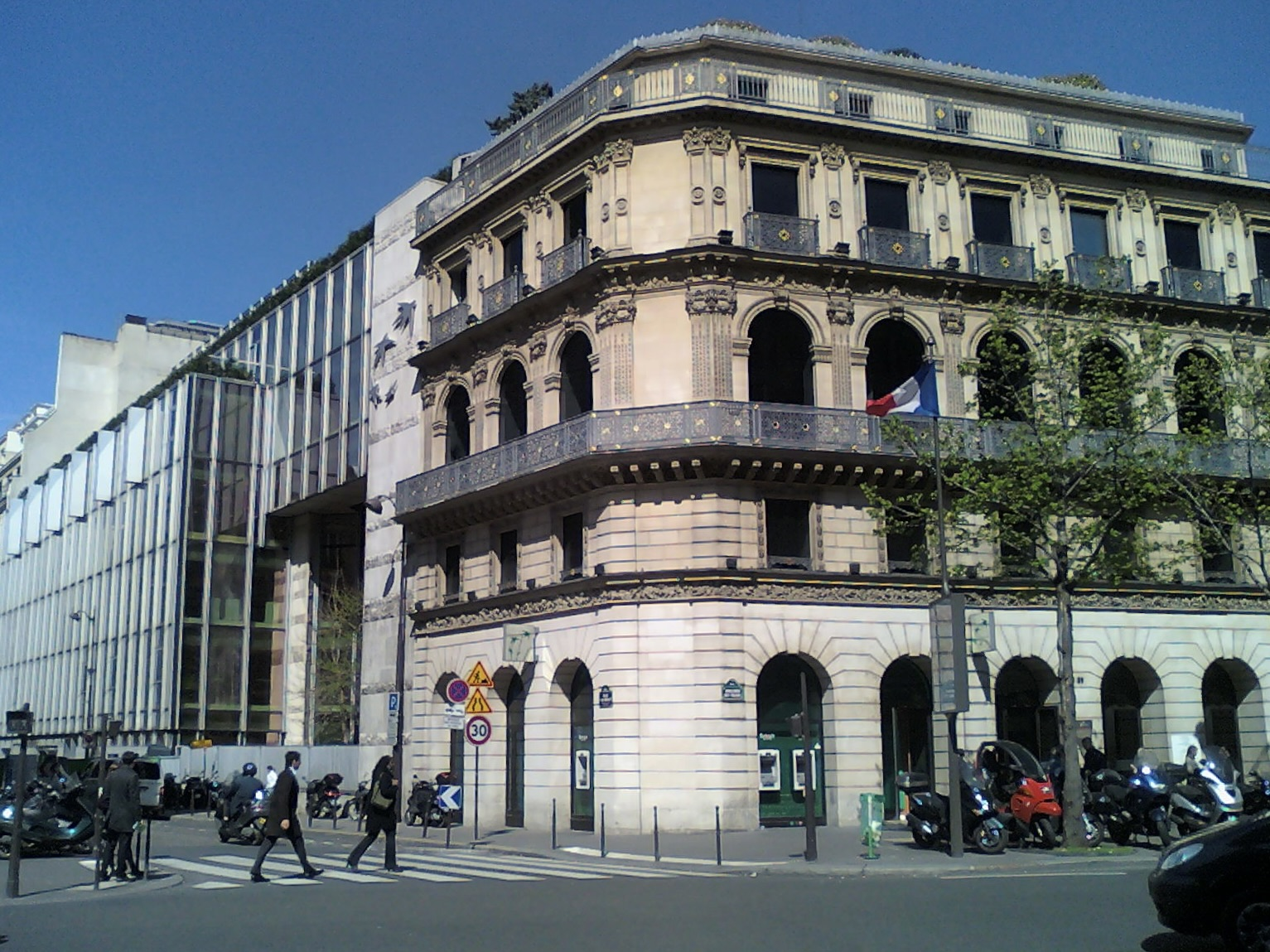
Le siège de BNP à Paris reconstruit derrière la façade de la Maison dorée.

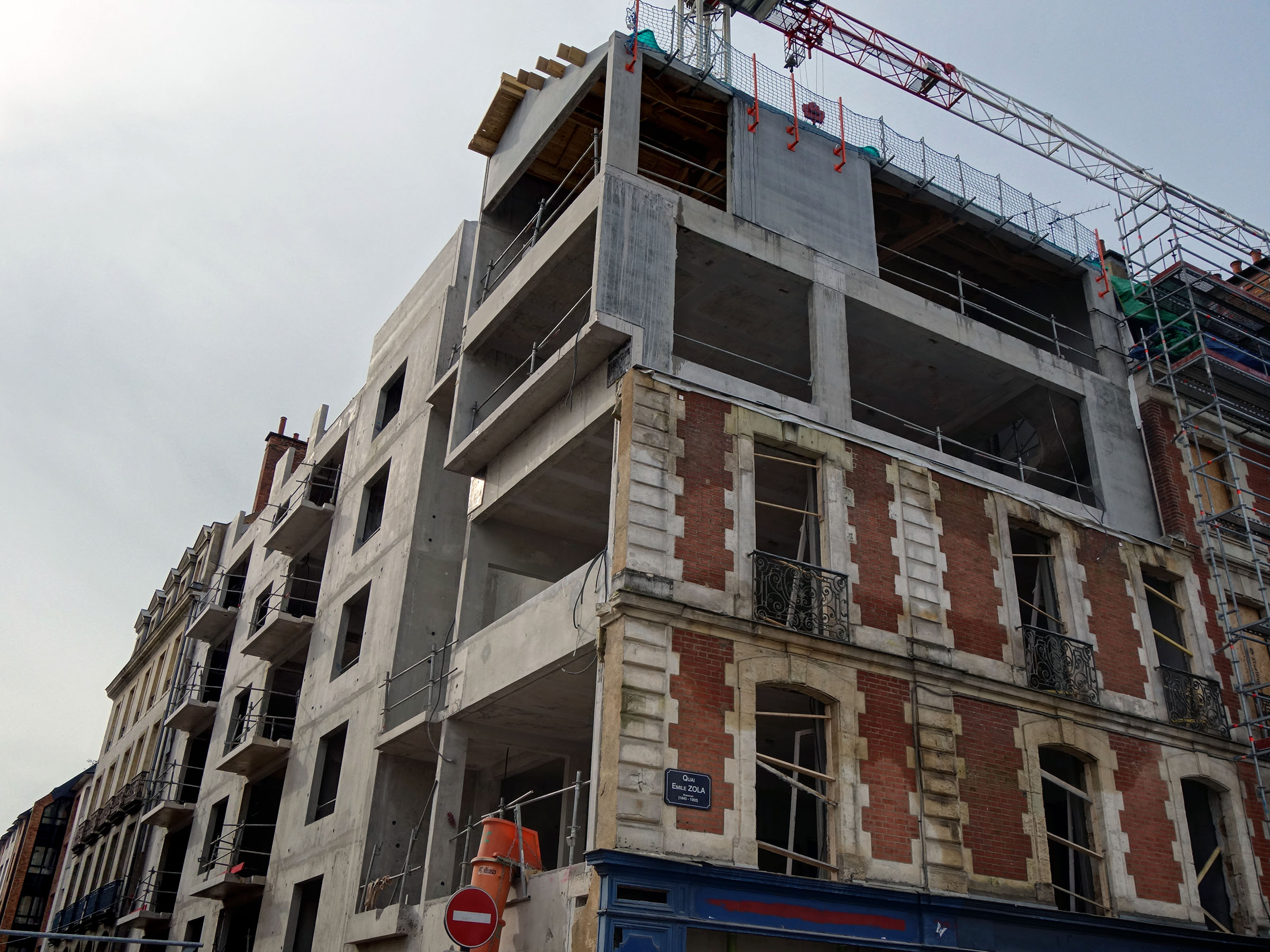
Un exemple de façadisme à Rennes en 2023.

Le façadisme est une pratique urbanistique qui consiste à ne conserver que la façade sur rue jugée intéressante (pour des raisons esthétiques, d'intégration du nouveau bâtiment dans le quartier, historiques…) de bâtiments anciens dont tout le reste est remplacé. La façade, réduite à un décor bidimensionnel, est ainsi incorporée et intégrée à une nouvelle construction, aux nouvelles normes, dissimulée derrière elle.

## Critiques
Ce procédé a été souvent utilisé pour l’implantation d’immeubles de bureaux à l’emplacement d’anciens immeubles résidentiels dont on ne conserve que l’apparence, dissociée de la conception architecturale dont elle faisait partie, et sans considération prioritaire pour la création intérieure originelle ou la fonction du bâtiment en lui-même et en son quartier. Il convient de savoir que, souvent, le vieillissement des immeubles anciens avaient précarisé ceux-ci devenus incommodes de par leur structure archaïque, et aussi de véritables dangers d'incendie. De plus en plus souvent désertés par les habitants, ils eussent dû être rénovés, pour ceux d'entre eux qui contenaient des éléments intéressants (cheminées, boiseries, fresques, vitraux) et adaptés aux normes modernes de sécurité. Au contraire, devenus proies des antiquaires et des amateurs de vieilles choses qui dépouillaient leurs intérieurs, ils finissaient par être réduits à un état squelettique qui pouvait justifier que, seule, la façade puisse subsister.

## Histoire
L’usage du façadisme s’est fortement développé dans les dernières décennies du XXe siècle, entre autres à Bruxelles, où il a succédé à la bruxellisation désormais décriée, Paris, aux Pays-Bas, au Portugal, etc., en tant que réponse, face aux défenseurs du patrimoine, de la part de promoteurs qui considéraient cette conservation partielle suffisante pour leur permettre de poursuivre la construction d’immeubles plus fonctionnels au détriment de la rénovation de l'ancien.

## Linguistique
Malgré les réactions et la prise de conscience d’une partie de la profession et des autorités, des exemples de « façadisme » se constatent encore aujourd’hui, au point que l’expression a été associée au mot « bruxellisation » par les tenants bruxellois d'une politique urbanistique conservatrice. Le terme « façadisme » est aussi entré dans le langage courant pour désigner des choses ou concepts superficiels, sans profondeur ou qui n’ont qu’une apparence de fonctionnalité.